# Las Trojas
Las Trojas es una localidad del estado mexicano de Guanajuato. Es parte del municipio de Comonfort.

## Demografía
| Gráfica de evolución demográfica |
|                                  |

| Censo | Población |
| ----- | --------- |
| 1940  | 11        |
| 1950  | 17        |
| 1960  | 51        |
| 1970  | 94        |
| 1980  | 388       |
| 1990  | 642       |
| 2000  | 969       |
| 2010  | 1 442     |
| 2020  | 1 808     |